# Mitchell Watt
Mitchell Watt (Bendigo, 1988. március 25. –) olimpiai ezüstérmes ausztrál távolugró.

## Pályafutása
Nyolc méter harminchét centiméteres ugrásával bronzérmes lett a 2009-es berlini világbajnokságon az amerikai Dwight Phillips, és a dél-afrikai Godfrey Khotso Mokoena mögött. E teljesítményével a világbajnokság valaha volt legfiatalabb ausztrál érmese lett, valamint ez volt Ausztrália első érme a távolugrás számában.

## Egyéni legjobbjai
Szabadtér
- Távolugrás– 8,43

## Külső hivatkozások
- Mitchell Watt az IAAF honlapján

1. ↑  Athletics Australia. (Hozzáférés: 2017. október 9.)
2. ↑  World Athletics database